# Gynacantha immaculifrons
Gynacantha immaculifrons – gatunek ważki z rodziny żagnicowatych (Aeshnidae). Występuje w Afryce; stwierdzono ją na południu Demokratycznej Republiki Konga, we wschodniej Tanzanii, Malawi oraz w Zambii i północnym Zimbabwe.